# Unidos por Argentina
Unidos por Argentina fue un programa especial que se emitió el domingo 5 de abril de 2020 desde las 18:00 hasta las 23:45 (UTC -3) con el fin de recaudar fondos para ayudar a los sectores más necesitados en medio de la pandemia por el coronavirus a través de la Cruz Roja.
Este evento solidario recaudó una suma total de AR$ 87 938 624, cuyo destino era solventar los gastos sanitarios.
El evento fue transmitido en simultáneo por las principales cadenas de televisión de señal abierta de cobertura nacional: América, Televisión Pública, El Nueve, Telefe, El Trece y Net TV.
La idea de la realización del evento fue de Fabiola Yáñez, primera dama de Argentina, en medio de la cuarentena obligatoria impuesta en el país debido a la pandemia. La transmisión salió al aire desde el estudio principal de La Corte, situado en el barrio porteño de Chacarita, donde habitualmente se graba el programa Showmatch.
El 30 de marzo, a las 21:15 (UTC -3), se emitió un comunicado en simultáneo por todas las pantallas en el que se anunció que de la transmisión «formarán parte los profesionales de la salud y los periodistas que más conocen sobre el COVID-19, reforzando los principales conceptos sobre el cuidado y ayudando a crear conciencia colectiva sobre la pandemia que nos afecta a todos».
El evento solidario tiene 2 antecedentes similares. En mayo de 1982 se transmitió Las 24 horas de las Malvinas, un programa que duró un día que buscó recaudar fondos para los hombres que fueron a luchar a la Guerra de las Malvinas. En esa ocasión el evento se transmitió solamente por la pantalla estatal —ATC, Argentina Televisora Color, en ese entonces—. En agosto de 1992 se transmitió Todo por los niños, un programa realizado con el objetivo de recaudar fondos para los proyectos de UNICEF en la Argentina. Los 5 canales nacionales de TV de aquel entonces (América Te Ve, ATC, Canal 9 Libertad, Telefe y Canal 13) realizaron la transmisión conjunta.
Unidos por Argentina fue la primera transmisión en la historia que salió por los seis canales de aire, ya que en los dos debates presidenciales de 2019 no participó Telefe.

## Conducción
| Conductor         | Canal              |
| ----------------- | ------------------ |
| Alejandro Fantino | América            |
| Ángela Lerena     | Televisión Pública |
| Guido Kaczka      | Eltrece            |
| Guillermo Andino  | América            |
| Leo Montero       | El Nueve           |
| Maju Lozano       | El Nueve           |
| Mariana Fabbiani  | Eltrece            |
| Mariano Peluffo   | Net TV             |
| Marley            | Telefe             |
| Pampita           | Net TV             |
| Sergio Goycochea  | Televisión Pública |
| Verónica Lozano   | Telefe             |

## Colaboradores

### Artistas
- Abel Pintos
- Airbag
- Alejandro Lerner
- Andrés Calamaro
- Andrés Ciro Martínez
- Dante Spinetta
- Emmanuel Horvilleur
- Fabiana Cantilo
- Fernando Ruiz Díaz
- Gustavo Santaolalla
- Iván Noble
- Javier Calamaro
- Joaquín Galán (Pimpinela)
- Joaquín Levinton
- Jorge Rojas
- Juanchi Baleirón
- Karina "La Princesita"
- Lali
- Lidia Borda
- Litto Nebbia
- Luciano Pereyra
- Lucía Galán (Pimpinela)
- Manuel Moretti
- Manuel Wirzt
- Miss Bolivia
- Oriana Sabatini
- Pablo Lescano
- Palito Ortega
- Patricia Sosa
- Paulo Londra
- Peteco Carabajal
- Raly Barrionuevo
- / Ricardo Montaner
- Sebastián López
- Soledad Pastorutti
- Susana Rinaldi
- Tini
- Ulises Bueno
- Valeria Lynch
- Víctor Heredia
- Michael Bublé
- Camila Gallardo
- Camilo
- J Balvin
- Juanes
- Karol G
- Ovy On The Drums
- Piso 21
- Sebastián Yatra
- Alejandro Sanz
- Álex Ubago
- David Bisbal
- Joan Manuel Serrat
- Rosana
- Vanesa Martín
- Jesse & Joy
- Sofía  Reyes
- Luis Fonsi
- Roger Waters
- El Cuarteto de Nos
- Jaime Roos
- Márama
- Rombai
- Franco De Vita
- José Luis Rodríguez
- Mau & Ricky

| - Agustín Neglia - Andrea Politti - Andy Kusnetzoff - Ángel de Brito - Carina Zampini - Denise Dumas - Diego Ramos - Esteban Mirol - Graciela Alfano - Guillermo Calabrese - Iván de Pineda - Jessica Cirio - Jimena Monteverde - Joaquín "Pollo" Álvarez - Jorge Rial - José María Listorti - Leandro Leunis - Lizy Tagliani - Luciana Salazar - Luis Piñeyro - Marcela Baños - Marcela Tinayre - Marcelo Tinelli - Mariano Iúdica - Marina Calabró - Mirtha Legrand - Moria Casán - Paula Chaves - Stefanía Roitman - Susana Giménez - Valeria Mazza - Ximena Sáenz - Zaira Nara - Mario Kreutzberger "Don Francisco" - Martín Cárcamo - Claribel Medina | - Andrea Frigerio - Antonio Laje - Ariel Senosiaín - Claudio Rígoli - Diego Leuco - Edith Hermida - Guillermo Lobo - Luis Novaresio - Marcelo Polino - María Laura Santillán - María Sol Pérez - Mauro Szeta - Mónica Gutiérrez - Nati Jota - Nelson Castro - Paulo Kablan - Pía Shaw - Rolando Graña - Silvia Fernández - Viviana Canosa - Luis Ventura - Patricia Janiot - Mariela Encarnación - Carlos Tévez - Daniel Alberto Passarella - Diego Armando Maradona - Gabriel Batistuta - Gabriela Sabatini - Guillermo Vilas - Hugo Orlando Gatti - Juan Martín del Potro - Juan "Pico" Mónaco - Lionel Messi - Luciana Aymar - Manu Ginóbili - Mario Alberto Kempes - Martín Palermo - Sergio Agüero - Ubaldo Fillol | - Adrián Suar - Agustina Cherri - Andrea Del Boca - Arturo Puig - Calu "Dignity" Rivero - Camila Morrone - Candela Vetrano - Carlos Portaluppi - Carola Reyna - Celeste Cid - Chiara Parravicini - Claudia Albertario - Dolores Fonzi - Esteban Lamothe - Eva De Dominici - Eugenia "China" Suárez - Fernán Mirás - Florencia Peña - Gabriel Corrado - Gastón Pauls - Gerardo Romano - Gimena Accardi - Griselda Siciliani - Guillermo Francella - Gustavo Bermúdez - Gustavo Garzón - J Mena - Juan Luppi - Julieta Nair Calvo - Julieta Zylberberg - Leonardo Sbaraglia - Leticia Brédice - Liz Solari - Luisa Kuliok - Luisana Lopilato - Malena Sánchez - Marcela Kloosterboer - Mariano Martínez - Mirta Busnelli - Mónica Antonópulos - Oscar Martínez - Pablo Echarri - Ricardo Darín - Roly Serrano - Sebastián Estevanez - Silvina Luna - Soledad Silveyra - Soledad Villamil - Víctor Laplace - Pamela Anderson - Benjamín Vicuña - Patricio Contreras - Alexandra Daddario - Dwayne "The Rock" Johnson - Viggo Mortensen - Diego Boneta - Evaluna Montaner |

## Puesta en escena
Según se anunció, habría muchos artistas en pantalla, tanto en vivo desde el estudio como a través de medios digitales. El 30 de marzo el presidente de la Nación, Alberto Fernández, mantuvo una charla en vivo vía Instagram con el cantante ex Calle 13, Residente, a quien invitó a formar parte del evento.
Desde la producción se comentó que se utilizaría el hashtag #UnidosPorArgentina para que los televidentes pudieran interactuar durante la transmisión en vivo.

## Audiencia
El especial marcó 16.3 puntos de rating, con un share del 100%, sumando todos los canales de aire que lo transmitieron. Durante las casi seis horas de transmisión, Canal 13 midió 5.3, Telefe 5.0, Canal 9 2.2, Televisión Pública 1.7, América 1.5 y Net TV 0.6. Las 24 horas de Malvinas logró en 1982 más de 52.0 puntos de rating.